# Jerko Leko
Jerko Leko, född 9 april 1980 i Zagreb, Jugoslavien (nuvarande Kroatien), är en kroatisk fotbollsspelare som för närvarande spelar som mittfältare för NK Lokomotiva, utlånad från Dinamo Zagreb.
Leko har tidigare spelat för Kroatiens landslag, bland annat i EM 2008.